# Červenec 2025
Toto je archivovaný článek z portálu Aktuality.
1. července – úterý
 Na jihu Moravy, při soutoku řek Dyje a Moravy, vznikla v pořadí 27. chráněná krajinná oblast v Česku nazvaná Soutok. 
2. července – středa
 Na severu Saska v chráněné oblasti Gohrischheide propukl velký lesní požár, jehož kouř zasáhl i na české území do Libereckého a Ústeckého kraje. 
3. července – čtvrtek
 Kongres USA schválil těsnou většinou tzv. Big Beautiful Bill (velký a krásný zákon) prezidenta Donalda Trumpa představující výrazné změny ve výběru daní a ve státních výdajích. 
4. července – pátek
 Velkou část České republiky včetně Prahy postihl výpadek dodávek elektřiny způsobený pádem fázového vodiče a následným výpadkem šestého bloku tepelné elektrárny Ledvice. 
 Začaly povodně v Texasu, které si vyžádají přes 100 obětí. 
7. července – pondělí
 Spojené státy americké odebraly syrskou organizaci Hajját Tahrír al-Šám ze svého seznamu teroristických skupin. 
10. července – čtvrtek
 Předsedkyně Evropské komise Ursula von der Leyenová ustála hlasování o nedůvěře v evropském parlamentu. 
12. července – sobota
 Česko-slovenský dokument Raději zešílet v divočině získal Křišťálový glóbus na 59. ročníku MFF KV. 
15. července – úterý
 Syrské vládní jednotky zaútočily na drúzské město Suvajda a další místa ve stejnojmeném guvernorátu. Izraelské vojenské letectvo intervenovalo v konfliktu na straně drúzských milic. 
16. července – středa
 Výbor pro světové dědictví na 47. zasedání v Paříži přidal dvacet šest památek na seznam Světového dědictví UNESCO. 
17. července – čtvrtek
 Julija Svyrydenková byla zvolena premiérkou Ukrajiny. 
19. července – sobota
 Zástupci Konžské demokratické republiky a hnutí M23 podepsali dohodu ukončující vzájemný konflikt. 
21. července – pondělí
 V Bangladéši zahynulo nejméně 27 lidí při pádu vojenského letadla Chengdu J-7 do areálu univerzitního kampusu. 
22. července – úterý
 Ve věku 76 let zemřel zpěvák Ozzy Osbourne, jedna z předních osobností heavymetalové hudby. 
 Prezident Donald Trump rozhodl o opětovném vystoupení USA z organizace UNESCO, podobně jako již dříve z WHO a UNHRC. 
23. července – středa
 Mezinárodní soudní dvůr vydal stanovisko, že globální změna klimatu je nepochybně způsobená lidskou činností a státy mají povinnost snižovat její dopady na základě mezinárodních smluv i základních lidských práv. 
 Ruská Duma jednomyslně schválila zákon o vypovězení Ramsarské úmluvy. 
24. července – čtvrtek
 Pohraniční střety ozbrojených sil Thajska a Kambodže u chrámu Preah Vihear si vyžádaly nejméně 32 mrtvých a rozsáhlé evakuace pohraničních území obou zemí. 
 Při havárii letadla An-24 nedaleko města Tynda v Amurské oblasti Ruska zahynulo 48 lidí. 
25. července – pátek
 Slovinský cyklista Tadej Pogačar počtvrté zvítězil v závodě Tour de France. 
 Japonský císař Naruhito přijal v paláci Kókjo českého prezidena Petra Pavla. 
27. července – neděle
 Ve finále Mistrovství Evropy ve fotbale žen 2025 ve Švýcarsku porazila Anglie Španělsko 2:1 po penaltách. 
 Předsedkyně Evropské komise Ursula von der Leyenová a americký prezident Donald Trump uzavřeli dohodu ohledně výše cla na dovoz zboží z Evropské unie na americký trh. 
 Prezident České republiky Petr Pavel soukromě navštívil v indické Dharamsale Dalajlámu Tändzina Gjamccho. 
 Izraelské obranné síly vyhlásily pravidelná a opakující se příměří ve vymezených oblastech Pásma Gazy s cílem zmírnit humanitární krizi a zastavit probíhající hladomor. 
28. července – pondělí
 Představitelé Thajska a Kambodže se dohodli na okamžitém ukončení pohraničních bojů. 
 Izraelská nevládní organizace Be-celem oznámila, že Izrael páchá genocidu Palestinců v Pásmu Gazy. 
30. července – středa
 Zemětřesení o síle 8,8 stupně u poloostrova Kamčatka způsobilo vlnu tsunami napříč Tichým oceánem. 
 Liga arabských států vyzvala hnutí Hamás ke složení zbraní, propuštění rukojmí, a předání vlády v Pásmu Gazy. 